# Discografia de G-Dragon
A discografia de G-Dragon, um rapper, cantor e compositor sul-coreano, é composta por três álbuns de estúdio, dois extended plays (EPs), quatro álbuns ao vivo e um álbum de colaboração,  além de catorze singles (incluindo um promocional). Em 2006, G-Dragon estreou como um integrante do grupo masculino Big Bang, seu primeiro single solo de nome "This Love", foi incluído no primeiro álbum do grupo lançado no mesmo ano.
Sua estreia como solista ocorreu em 2009, através do álbum Heartbreaker, que produziu os singles "Heartbreaker", "Breathe", "Butterfly" e "A Boy". No ano seguinte, ele e seu companheiro de grupo T.O.P, formaram a subunidade GD&TOP e lançaram um álbum de mesmo nome, que alcançou o primeiro lugar na parada sul-coreana Gaon Album Chart. Mais tarde, seu primeiro EP, One of a Kind, lançado em setembro de 2012, atingiu a primeira posição na parada estadunidense Billboard World Albums e de número 182 na Billboard 200, além de posicionar-se em número um na Gaon Album Chart. Em setembro de 2013, com o lançamento de seu segundo álbum de estúdio intitulado Coup d'Etat, G-Dragon tornou-se o primeiro artista coreano a ter mais de uma entrada na Billboard 200, ademais, o álbum atingiu o topo da parada Gaon bem como o single "Who You?". Em novembro do mesmo ano, G-Dragon lançou seu álbum de estreia japonês, que atingiu a segunda posição na Oricon Albums Chart.
Após uma pausa de quatro anos para dedicar-se as atividades promocionais do Big Bang, G-Dragon lançou seu segundo EP de nome Kwon Ji Yong, em junho de 2017. O mesmo tornou-se o primeiro álbum de um solista coreano a manter-se em número um por duas semanas consecutivas na Billboard World Albums e obteve vendas de milhão de cópias em seis dias, através da plataforma de música chinesa QQ Music, estabelecendo um recorde.

## Álbuns

### Álbuns de estúdio
| Título | Melhores posições nas paradas | Melhores posições nas paradas | Melhores posições nas paradas | Melhores posições nas paradas | Melhores posições nas paradas | Melhores posições nas paradas | Melhores posições nas paradas | Vendas                                                                           | Certificações |
| Título | COR                           | EUA                           | EUA Heat                      | EUA Rap                       | EUA World                     | JAP                           | TWN                           | Vendas                                                                           | Certificações |
| Coreano | Coreano                       | Coreano                       | Coreano                       | Coreano                       | Coreano                       | Coreano                       | Coreano                       | Coreano                                                                          | Coreano       |
| --- | ----------------------------- | ----------------------------- | ----------------------------- | ----------------------------- | ----------------------------- | ----------------------------- | ----------------------------- | -------------------------------------------------------------------------------- | ------------- |
| Heartbreaker - Lançamento: 18 de agosto de 2009 - Gravadora: YG Entertainment - Format: CD, download digital                        | 7                             | —                             | —                             | —                             | —                             | 11                            | —                             | - : 309,343 mil                                                                  | -             |
| Coup d'Etat - Lançamento: 13 de setembro de 2013 - Gravadora: YG Entertainment, - Formato: CD, download digital, vinil              | 1                             | 182                           | 3                             | 19                            | 1                             | —                             | 5                             | - : 204,758 mil - : 19,138 mil - : 4,000 mil - Vinil limitado a 8.888 mil cópias | -             |
| Japonês |                               |                               |                               |                               |                               |                               |                               |                                                                                  |               |
| Coup d'Etat [+ One Of A Kind & Heartbreaker] - Lançamento: 27 de novembro de 2013 - Gravadora: YGEX - Formato: CD, download digital | —                             | —                             | —                             | —                             | —                             | 2                             | —                             | - : 110,860 mil                                                                  | - : Ouro      |
| "—" indica lançamentos que não figuraram nas paradas ou não foram lançados nessa região.                                            |                               |                               |                               |                               |                               |                               |                               |                                                                                  |               |

### Álbuns de colaboração
| Título | Melhores posições | Melhores posições | Melhores posições | Melhores posições | Vendas                                          |
| Título | COR               | EUA World         | JAP               | TWN               | Vendas                                          |
| --- | ----------------- | ----------------- | ----------------- | ----------------- | ----------------------------------------------- |
| GD&TOP (com T.O.P) - Lançamento: 24 de dezembro de 2010 - Gravadora: YG Entertainment - Formato: CD, download digital | 1                 | 11                | 8                 | 10                | - : 204,249 mil - : 16,854 mil (edição coreana) |

### Extended plays(EPs)
| Título | Melhores posições nas paradas | Melhores posições nas paradas | Melhores posições nas paradas | Melhores posições nas paradas | Melhores posições nas paradas | Melhores posições nas paradas | Melhores posições nas paradas | Melhores posições nas paradas | Melhores posições nas paradas | Melhores posições nas paradas | Vendas                                                            | Certificações |
| Título | COR                           | BEL                           | CAN                           | EUA                           | EUA Heat                      | EUA Rap                       | EUA World                     | JAP                           | NZ                            | TWN                           | Vendas                                                            | Certificações |
| --- | ----------------------------- | ----------------------------- | ----------------------------- | ----------------------------- | ----------------------------- | ----------------------------- | ----------------------------- | ----------------------------- | ----------------------------- | ----------------------------- | ----------------------------------------------------------------- | ------------- |
| One of a Kind - Lançamento: 15 de setembro de 2012 - Gravadora: YG Entertainment - Formato: CD, download digital | 1                             | —                             | —                             | 161                           | 6                             | —                             | 1                             | 12                            | —                             | 7                             | - : 265,361 mil - : 39,619 mil (edição coreana) - : 10,000 mil    | - : Platina   |
| Kwon Ji Yong - Lançamento: 8 de junho de 2017 - Gravadora: YG Entertainment - Formato: USB, download digital     | 51                            | 44                            | 52                            | 192                           | 1                             | 3                             | 1                             | 3                             | 39                            | 1                             | - : 119,644 mil - : 1,494,117 milhão - : 64,829 mil - : 7,000 mil | -             |
| "—" indica lançamentos que não figuraram nas paradas ou não foram lançados nessa região.                         |                               |                               |                               |                               |                               |                               |                               |                               |                               |                               |                                                                   |               |

### Álbuns ao vivo
| Shine a Light - Lançamento: 3 de março de 2010 - Gravadora: YG Entertainment - Formato: CD, download digital                                                                | 1  | 5 | - : 35,604 mil |
| 1st World Tour Commemorative Vinyl LP – One of A Kind - Lançamento: 8 de agosto de 2013 - Gravadora: YG Entertainment - Formato: LP                                         | 12 | — | - : 2,211 mil  |
| 2013 G-Dragon World Tour Live CD [One Of A Kind in Seoul] - Lançamento: 3 de setembro de 2013 - Gravadora: YG Entertainment - Formato: CD, download digital                 | 2  | — | - : 21,359 mil |
| 2013 G-Dragon 1st World Tour [One Of A Kind] The Final - Lançamento: 22 de novembro de 2013 - Gravadora: YG Entertainment - Formato: download digital (exclusividade Genie) | —  | — | -              |
| "—" indica lançamentos que não figuraram nas paradas ou não foram lançados nessa região.                                                                                    |    |   |                |

## Singles

### Como artista principal
| 2006 | "This Love"                                        | *  | *  | *  | — | - : 10,871 mil                       | Big Bang Vol.1-Since 2007 |
| 2009 | "Heartbreaker"                                     | *  | *  | —  | — | - : 5,000,000 milhões                | Heartbreaker              |
| 2009 | "Breathe"                                          | *  | *  | —  | — | N/A                                  | Heartbreaker              |
| 2009 | "A Boy"                                            | *  | *  | —  | — | N/A                                  | Heartbreaker              |
| 2009 | "Butterfly" (com participação de Jin Jung)         | *  | *  | —  | — | N/A                                  | Heartbreaker              |
| 2010 | "Heartbreaker" (remix) (com Flo Rida)              | 8  | *  | 47 | — | N/A                                  | Shine a Light             |
| 2012 | "That XX"                                          | 1  | 2  | —  | — | - : 2,038,853 milhões                | One of a Kind             |
| 2012 | "Crayon"                                           | 3  | 4  | —  | 5 | - : 2,059,855 milhões                | One of a Kind             |
| 2013 | "MichiGo"                                          | 17 | 17 | —  | 9 | - : 287,998 mil                      | Coup d'Etat               |
| 2013 | "Coup d'Etat" (com participação de Diplo e Baauer) | 5  | 15 | —  | 4 | - : 452,833 mil                      | Coup d'Etat               |
| 2013 | "Crooked"                                          | 3  | 2  | —  | 5 | - : 1,814,075 milhão - : 910,600 mil | Coup d'Etat               |
| 2013 | "Who You?"                                         | 1  | 4  | —  | 6 | - : 1,145,095 milhão                 | Coup d'Etat               |
| 2017 | "Untitled, 2014"                                   | 1  | 3  | 57 | 4 | - : 1,476,371 milhão - : 525,000 mil | Kwon Ji Yong              |
| "—" indica lançamentos que não figuraram nas paradas ou não foram lançados nessa região. "*" indica que a parada de referência não existia na época de lançamento da canção. |                                                    |    |    |    |   |                                      |                           |

### Singlespromocionais
| Ano  | Título          | Melhores posições | Melhores posições | Vendas          | Álbum         |
| Ano  | Título          | COR               | EUA World         | Vendas          | Álbum         |
| ---- | --------------- | ----------------- | ----------------- | --------------- | ------------- |
| 2012 | "One of a Kind" | 9                 | 7                 | - : 777,782 mil | One of a Kind |

### Singlesem colaboração
| Ano                                                                                      | Título                                             | Melhores posições | Melhores posições | Melhores posições | Vendas                             | Álbum              |
| Ano                                                                                      | Título                                             | COR               | EUA World         | FIN               | Vendas                             | Álbum              |
| ---------------------------------------------------------------------------------------- | -------------------------------------------------- | ----------------- | ----------------- | ----------------- | ---------------------------------- | ------------------ |
| 2010                                                                                     | "High High" (GD&TOP)                               | 3                 | 17                | —                 | - : 1,338,924 milhão               | GD&TOP             |
| 2010                                                                                     | "Oh Yeah" (GD&TOP com participação de Park Bom)    | 2                 | —                 | —                 | - : 1,276,769 milhão               | GD&TOP             |
| 2010                                                                                     | "Knock Out" (GD&TOP)                               | 5                 | 15                | —                 | - : 775,180 mil                    | GD&TOP             |
| 2011                                                                                     | "Having an Affair" (com Park Myung-soo & Park Bom) | 1                 | —                 | —                 | - : 3,625,939 milhões              | Infinite Challenge |
| 2013                                                                                     | "Going To Try" (com Jeong Hyeong-don)              | 2                 | —                 | —                 | - : 827,977 mil                    | Infinite Challenge |
| 2014                                                                                     | "Good Boy" (GD X Taeyang)                          | 1                 | 1                 | —                 | - : 1,208,545 milhão               | Single sem álbum   |
| 2015                                                                                     | "Mapsosa" (com Taeyang & Kwanghee)                 | 2                 | 10                | —                 | - : 1,132,885 milhão               | Single sem álbum   |
| 2015                                                                                     | "Zutter"                                           | 2                 | 2                 | 30                | - : 1,015,028 milhão - : 6,000 mil | Made               |
| "—" indica lançamentos que não figuraram nas paradas ou não foram lançados nessa região. |                                                    |                   |                   |                   |                                    |                    |

### Como artista convidado
| Ano | Título                                                                                     | Melhores posições | Melhores posições | Melhores posições | Vendas               | Álbum                               |
| Ano | Título                                                                                     | COR               | EUA World         | JAP               | Vendas               | Álbum                               |
| --- | ------------------------------------------------------------------------------------------ | ----------------- | ----------------- | ----------------- | -------------------- | ----------------------------------- |
| 2001 | "Storm" (Perry com participação de G-Dragon, Sean e Masta Wu)                              | *                 | —                 | —                 | N/A                  | Perry by Storm                      |
| 2002 | "Magic Eye" (Hwee-Sung com participação de G-Dragon)                                       | *                 | —                 | —                 | N/A                  | Like A Movie                        |
| 2003 | "Intro" (Seven com participação de G-Dragon e Perry)                                       | *                 | —                 | —                 | N/A                  | Just Listen                         |
| 2006 | "Run" (Seven com participação de G-Dragon e Taeyang)                                       | *                 | —                 | —                 | N/A                  | 24/Se7en                            |
| 2006 | "Can You Feel Me" (Seven com participação de G-Dragon)                                     | *                 | —                 | —                 | N/A                  | Se7olution                          |
| 2006 | "Anystar" (Park Bom com G-Dragon e Gummy)                                                  | *                 | —                 | —                 | N/A                  | Single sem álbum                    |
| 2007 | "Super Fly" (Lexy com participação de G-Dragon, T.O.P e Taeyang)                           | *                 | —                 | —                 | N/A                  | Rush                                |
| 2007 | "So In Love Pt.2" (Kim Jo Han com participação de G-Dragon)                                | *                 | —                 | —                 | N/A                  | Soul Family with Johan              |
| 2008 | "Intro - Work it Now" (Gummy com participação de G-Dragon)                                 | *                 | —                 | —                 | N/A                  | Comfort                             |
| 2008 | "Party" (Uhm Jung-hwa com participação de G-Dragon)                                        | *                 | —                 | —                 | N/A                  | D.I.S.C.O                           |
| 2008 | "D.I.S.C.O Pt.2" (Uhm Jung-hwa com participação de G-Dragon)                               | *                 | —                 | —                 | N/A                  | D.I.S.C.O Part 2                    |
| 2008 | "What" (YMGA com participação de G-Dragon, Teddy Park, Kush, Perry e CL)                   | *                 | —                 | —                 | N/A                  | Made In R.O.K                       |
| 2009 | "Strong Baby" (Seungri com participação de G-Dragon)                                       | *                 | —                 | —                 | N/A                  | Remember                            |
| 2009 | "Rain is Fallin" (W-inds com participação de G-Dragon)                                     | *                 | —                 | 2                 | - : 50,563 mil       | Rain Is Fallin'/Hybrid Dream        |
| 2010 | "I Need a Girl" (Taeyang com participação de G-Dragon)                                     | 4                 | 17                | —                 | - : 1,876,167 milhão | Solar                               |
| 2011 | "Open the Window" (Seungri com participação de G-Dragon)                                   | 68                | —                 | —                 | N/A                  | V.V.I.P                             |
| 2012 | "Dancing on My Own" (Pixie Lott com participação de G-Dragon e T.O.P)                      | 36                | —                 | —                 | - : 342,113 mil      | Young Foolish Happy                 |
| 2012 | "Blue Frog" (Psy com participação de G-Dragon)                                             | 5                 | 20                | —                 | - : 1,155,162 milhão | PSY 6 (Six Rules), Part 1           |
| 2013 | "Bubble Butt" (Major Lazer com participação de Bruno Mars, G-Dragon, T.O.P, Tyga e Mystic) | 78                | —                 | —                 | - : 95,848 mil       | Free the Universe (Edição Ásiática) |
| 2013 | "Let's Talk About Love" (Seungri com participação de G-Dragon e Taeyang)                   | 15                | 9                 | —                 | - : 121,416 mil      | Let's Talk About Love               |
| 2014 | "Dirty Vibe" (Skrillex com Diplo, G-Dragon e CL)                                           | —                 | —                 | —                 | - : 69,583 mil       | Recess                              |
| 2014 | "Stay With Me" (Taeyang com participação de G-Dragon)                                      | 7                 | 4                 | —                 | - : 389,779 mil      | Rise                                |
| 2016 | "Temple" (Baauer M.I.A. e G-Dragon)                                                        | —                 | —                 | —                 | N/A                  | Aa                                  |
| 2017 | "Complex" (Zion.T com participação de G-Dragon)                                            | 2                 | —                 | —                 | - : 600,193 mil      | OO                                  |
| 2017 | "Palette" (IU com participação de G-Dragon)                                                | 1                 | 4                 | —                 | - : 1,817,177 milhão | Palette                             |
| 2017 | "Fact Assault'" (Psy com participação de G-Dragon)                                         | 16                | —                 | —                 | - : 157,869 mil      | 4X2=8                               |
| "—" indica lançamentos que não figuraram nas paradas ou não foram lançados nessa região. "*" indica que a parada de referência não existia na época de lançamento da canção. |                                                                                            |                   |                   |                   |                      |                                     |

### Outras canções que entraram nas paradas musicais
| Ano | Título                                               | Melhores posições | Melhores posições | Melhores posições | Vendas                | Álbum         |
| Ano | Título                                               | COR               | COR               | EUA               | Vendas                | Álbum         |
| Ano | Título                                               | Gaon              | Hot 100           | World             | Vendas                | Álbum         |
| --- | ---------------------------------------------------- | ----------------- | ----------------- | ----------------- | --------------------- | ------------- |
| 2009 | "The Leaders" (participação de Teddy Park e CL)      | *                 | *                 | —                 | N/A                   | Heartbreaker  |
| 2009 | "Hello" (participação de Sandara Park)               | *                 | *                 | —                 | N/A                   | Heartbreaker  |
| 2009 | "She's Gone" (com participação de Kush)              | *                 | *                 | —                 | N/A                   | Heartbreaker  |
| 2009 | "Korean Dream" (com participação de Taeyang)         | *                 | *                 | —                 | N/A                   | Heartbreaker  |
| 2009 | "Gossip Man"                                         | *                 | *                 | —                 | N/A                   | Heartbreaker  |
| 2009 | "1 Year Station"                                     | *                 | *                 | —                 | N/A                   | Heartbreaker  |
| 2012 | "Without You" (com participação de Rosé)             | 10                | 15                | —                 | - : 646,074 mil       | One of a Kind |
| 2012 | "Missing You" (participação de Kim Yoon-Ah)          | 2                 | 2                 | 23                | - : 2,137,929 milhões | One of a Kind |
| 2012 | "Today" (participação de Kim Jong Wan)               | 17                | 20                | —                 | - : 536,237 mil       | One of a Kind |
| 2013 | "Niliria" (com participação de Missy Elliott)        | 9                 | 30                | 8                 | - : 249,862 mil       | Coup d'Etat   |
| 2013 | "Black" (com participação de Jennie Kim)             | 2                 | 3                 | 10                | - : 1,009,720 milhão  | Coup d'Etat   |
| 2013 | "R.O.D." (com participação de Lydia Paek)            | 6                 | 21                | 16                | - : 451,926 mil       | Coup d'Etat   |
| 2013 | I Love It" (com participação de Zion.T e Boys Noize) | 20                | 13                | —                 | - : 277,553 mil       | Coup d'Etat   |
| 2013 | "Shake the World"                                    | 25                | 29                | 11                | - : 213,726 mil       | Coup d'Etat   |
| 2013 | "Runaway"                                            | 27                | 26                | —                 | - : 202,024 mil       | Coup d'Etat   |
| 2013 | "Niliria (G-Dragon ver.)"                            | 32                | 38                | —                 | - : 151,083 mil       | Coup d'Etat   |
| 2013 | "You Do"                                             | 35                | —                 | —                 | - : 108,311 mil       | Coup d'Etat   |
| 2017 | "Super Star"                                         | 4                 | 23                | —                 | - : 306,053 mil       | Kwon Ji Yong  |
| 2017 | "Bullshit"                                           | 6                 | 21                | 10                | - : 288,051 mil       | Kwon Ji Yong  |
| 2017 | "Intro: Middle Fingers-Up"                           | 15                | 35                | —                 | - : 148,749 mil       | Kwon Ji Yong  |
| 2017 | "Outro: Divina Commedia"                             | 16                | —                 | —                 | - : 154,223 mil       | Kwon Ji Yong  |
| "—" indica lançamentos que não figuraram nas paradas ou não foram lançados nessa região. "*" indica que a parada de referência não existia na época de lançamento da canção. |                                                      |                   |                   |                   |                       |               |